# 755
755（七百五十五、ななひゃくごじゅうご）は自然数、また整数において、754の次で756の前の数である。

## 性質
- 755は合成数であり、約数は 1, 5, 151, 755 である。
  - 約数の和は912。
- 228番目の半素数である。1つ前は753、次は758。
- 各位の和が17になる40番目の数である。1つ前は746、次は764。
- 755 = 12 + 52 + 272 = 12 + 152 + 232 = 32 + 112 + 252 = 52 + 172 + 212 = 72 + 92 + 252 = 132 + 152 + 192
  - 3つの平方数の和6通りで表せる53番目の数である。1つ前は750、次は758。(オンライン整数列大辞典の数列 A025326)
  - 異なる3つの平方数の和6通りで表せる27番目の数である。1つ前は750、次は766。(オンライン整数列大辞典の数列 A025344)
- 755 = 33 + 63 + 83
  - 3つの正の数の立方数の和1通りで表せる98番目の数である。1つ前は750、次は757。(オンライン整数列大辞典の数列 A025395)
  - 異なる3つの正の数の立方数の和1通りで表せる49番目の数である。1つ前は738、次は757。(オンライン整数列大辞典の数列 A025399)
  - n = 3 のときの 3n + 6n + 8n の値とみたとき1つ前は109、次は5473。(オンライン整数列大辞典の数列 A074556)
- 755 = 272 + 27 − 1 = 282 − 28 − 1
  - n = 27 のときの n2 + n − 1 の値とみたとき1つ前は701、次は811。(オンライン整数列大辞典の数列 A028387)
- 755 = 54 + 53 + 5
  - n = 5 のときの n4 + n3 + n の値とみたとき1つ前は324、次は1518。(オンライン整数列大辞典の数列 A100606)

## その他 755 に関連すること
- メジャーリーグでは永らくハンク・アーロンが記録した755本塁打が、世界記録と認められてきた。（2007年8月7日に、バリー・ボンズによって記録更新されたが、薬物疑惑やスキャンダルにより今でもアーロンが記録保持者だという声は多い。バリー・ボンズの項も参照。）
  - 日本プロ野球でプレーしていた王貞治（元巨人）は1977年9月3日に、ハンク・アーロンの記録を更新する756号本塁打を打った事により、国民栄誉賞の受賞が決まった。
- 755 (アプリケーション)（ななごーごー）- 株式会社7gogoが提供するスマートフォン用トークアプリ。名称が堀江貴文の囚人番号に由来している[1]。

## 参照
1. ↑  “サイバーが新会社「7gogo」、堀江氏と著名人グループトークアプリ開発へ”. Internet Watch. (2013年6月3日) 2015年1月6日閲覧。